# 第7ミシガン義勇騎兵連隊
第7ミシガン義勇騎兵連隊（だい7ミシガンぎゆうきへいれんたい、英語: 7th Michigan Volunteer Cavalry Regiment）は、南北戦争中の北軍の騎兵連隊の一つ。若き日のジョージ・アームストロング・カスター准将（当時）が率いたミシガン旅団の隷下部隊であった。

## 概要
第7ミシガン義勇騎兵連隊は1862年10月、ミシガン州グランド・ラピッズで戦後に実業家となるウィリアム・ダルトン・マン大佐指揮下でミシガン州グランド・ラピッズにて設立された。
戦争中、連隊は士官4名と下士官81名が作戦行動中に戦死もしくは重傷となり、また士官2名と下士官256名が戦病死した。
連隊は1865年12月に閉隊された。

## 指揮官
- ウィリアム・ダルトン・マン(William d'Alton Mann)大佐
- アライン・C・リッチフィールド(Allyne C. Litchfield)大佐